# امیر انصاری
امیر انصاری (زادهٔ ۱۹۷۰) مدیر ارشد فناوری ایرانی-آمریکایی است. وی برادر انوشه انصاری است.